# Lycosa danjiangensis
Lycosa danjiangensis är en spindelart som beskrevs av Yin, Zhao och Youhui Bao 1997. Lycosa danjiangensis ingår i släktet Lycosa och familjen vargspindlar. Inga underarter finns listade i Catalogue of Life.